# تون بوم أنيميشن
تون بوم أنيميشن المحدودة شركة برمجيات كندية متخصصة في مجال إنتاج برمجيات التحريك.
تأسست الشركة في 1994 ومقرها في مونتريال، كييبك. تطور تون بوم برامج التحريك ورسم مخطط القصة للاستخدام في الأفلام، والتلفاز، ورسوم الويب المتحركة، والألعاب، والأجهزة المحمولة، وبرامج التدريب.
في عام 2005م حصلت تون بوم على جائزة إيمي في الهندسة.

## نظرة عامة
تتراوح قاعدة العملاء للشركة من الاستوديوهات الاحترافية إلى المحركين الأفراد والكليات. ومن الاستوديوهات المرموقة: والت ديزني أنيميشن ستوديو ووالت ديزني تيلفيجن أنيميشن، ستوديو نيلفانا،
وارنر برذرس أنيميشن، ووكينغ ذِ دوغ، ميركري فيلمز وورك، تلفزيون الصين المركزي، تونز الهند المحدودة، أي مَيْشن، روف درافت كوريا، ألفانيم، 2d3D أنيميشنس، كروموسوما وإينارمونيا.

## المنتجات
- تون بوم ستوديو: هذا البرنامج موجه للمستخدمين المنزليين والأفراد بدلا من استوديوهات التحريك الاحترافية.
- تون بوم أنيميت: موجه لاستخدام المحترفين، والاستوديوهات الصغيرة، والطلبة والمدرسين. يحتوي هذا البرنامج على بعض من خصائص تون بوم ديجيتال برو، لكن سعره أقل. توجد نسخة تعلم شخصية مجانية لهذا البرنامج (PLE).
- تون بوم أنيميت برو (سابقا تون بوم ديجيتال برو سابقا تون بوم سولو): هذا البرنامج موجه للاستوديوهات ومحركي الرسوم المستقلين.
- تون بوم أوبُس (يو أس أنيميشن سابقاً): يستعمل هذا البرنامج في صناعة الرسوم المتحركة في مجال الأفلام والتلفاز. يحتوي البرنامج على أدوات تحاكي الأدوات التي كانت تستخدم في التحريك الكلاسيكي، كالمسح الضوئي والتجميع بالإضافة إلى الدمج بين الرسوم الثنائية والثلاثية الأبعاد. يستخدم البرنامج قاعدة بيانات مركزية تسمح بتبادل ومشاركة ملفات المشروع بين المَشاهد لتمكن من مشاركة الشغل بكفاءة داخل الاستوديو أو حتى بين أكثر من ستوديو. في أبريل 2008 أعلنت تون بوم عن إيقاف تطوير هذا البرنامج.
- تون بوم هارموني (تون بوم سيمفوني سابقا): مثل أوبس، هذا البرنامج مبني على استخدام قاعدة بيانات ويستخدم في صناعة الأفلام والأعمال التلفزيونية. يحتوي البرنامج على خصائص أوبس بالإضافة إلى

أدوات تساعد في التحريك بنمط تحريك القصائص. هذه الأدوات تشمل أداة التحجيم، تحويل الأشكال، الكينماتيكا العكسية، وتأثير الإشعاع. ويمكن استخدام هارموني في التحريك الخالي من الورق؛ عبر الرسم المباشر في البرنامج باستعمال لوح رسم رقمي.
- تون بوم بينسل تشيك برو: برنامج اختبار للخطوط.
- تون بوم ستوري بورد: هذا البرنامج يستخدم لرسم مخططات القصص ويحتوي على خاصية الطباعة أيضا.
- تون بوم ستوري بورد برو: مثل السابق، بالإضافة لمميزات ستوري بورد، تحتوي النسخة الاحترافية على أدوات تعين على تحريك العناصر داخل مخطط القصة (Animatics) ويمكن نقل ملفاته إلى خط العمل في برنامج أوبس أو هارموني أو ديجيتال برو.
- فليب بوم كلاسيك: هذا البرنامج جزء من قسم تون بوم الأطفال، وهو برنامج بسيط صمم لتعليم الأطفال مبادئ تحريك الرسوم (الرسم، وإضافة الإطارات، والعرض).
- فليب بوم أول-ستار: وهو أيضاً جزء من قسم تون بوم الأطفال. هذا البرنامج موجه لاستخدام المراهقين وقد صمم ليمكنهم من التواصل باستخدام الرسوم المتحركة (من خصائصه: إدراج الصور الرقمية وملفات الصوت، والرفع المباشر لموقع يوتيوب وفيس بوك وآي تيونز).
- فليب بوم لايت المجاني: أول تطبيق تتطوره تون بوم للآي باد.

## وصلات خارجية
- الصفحة الرئيسية للشركة